# Naemospora crocea
Naemospora crocea är en svampart som beskrevs av Pers. 1801. Naemospora crocea ingår i släktet Naemospora, divisionen sporsäcksvampar och riket svampar.   Inga underarter finns listade i Catalogue of Life.